# Măria-Sa Omul
Măria-Sa Omul este un film românesc din 1974 regizat de Ion Popescu Gopo.